# Gymnase d'Olympie
Le Gymnase d'Olympie fait partie du site archéologique d'Olympie en Grèce.

## Bâtiment
Le gymnase est un bâtiment rectangulaire long de 220 m et large de 120 m, constitué d'une cour centrale entourée d'une colonnade formée d'une double rangée de soixante-six colonnes doriques surmontées d'un toit en bois.
Un vestibule monumental (appelé Propylon) a été ajouté à la fin du IIe siècle av. J.-C. du côté de la Palestre.

## Utilisation
La cour intérieure (192 m de long et 10 m de large) était utilisé pour la course, le lancer du javelot et le lancer du disque.[réf. souhaitée]